# Чемпіонат світу з трекових велоперегонів 1921
Чемпіонат світу з трекових велоперегонів 1921 проходив з 30 липня по 8 серпня 1921 року в Копенгагені, Данія. Змагання проводилися у спринті та гонці за лідером серед професіоналів та у спринті серед аматорів. 

## Медалісти

### Чоловіки
Професіонали
| Дисципліна       | Золото        | Срібло       | Бронза      |
| Спринт           | Піт Москопс   | Роберт Спірс | П'єр Сержан |
| Гонка за лідером | Віктор Лінарт | Пауль Сутер  | Поль Гіньяр |

Аматори
| Дисципліна | Золото               | Срібло         | Бронза              |
| Спринт     | Генрі Браск Андерсен | Ерік К'єльдсен | Йохан Норман Хансен |

## Загальний медальний залік
| Місце  | Країна     | Золото | Срібло | Бронза | Загалом |
| ------ | ---------- | ------ | ------ | ------ | ------- |
| 1      | Данія      | 1      | 1      | 1      | 3       |
| 2      | Бельгія    | 1      |        |        | 1       |
| 2      | Нідерланди | 1      |        |        | 1       |
| 4      | Швейцарія  |        | 1      |        | 1       |
| 4      | Австралія  |        | 1      |        | 1       |
| 5      | Франція    |        |        | 2      | 2       |
| Всього | Всього     | 3      | 3      | 3      | 9       |